# Mollet del Vallès (kommun)
Mollet del Vallès är en kommun i Spanien.   Den ligger i provinsen Província de Barcelona och regionen Katalonien, i den östra delen av landet, 500 km öster om huvudstaden Madrid. Antalet invånare är 52 242. Arean är 10,8 kvadratkilometer. Mollet del Vallès gränsar till Montcada i Reixac, Palau-solità i Plegamans, Lliçà de Vall, Parets del Vallès, Montmeló, Martorelles, Sant Fost de Campsentelles, La Llagosta och Santa Perpètua de Mogoda. 
Terrängen i Mollet del Vallès är platt.

## Vänorter
- sedan 1983: Rivoli, Italien
- sedan 2017: Ravensburg, Tyskland